# Keent (natuurgebied)
Keent is een nieuw natuurgebied van 300 hectare dat vernoemd is naar de nabijgelegen buurtschap Keent. Het gebied ligt voor een belangrijk deel in de gemeente Oss en voor een klein deel in de gemeente Grave.
Het natuurgebied bestaat uit delen van de Keentse Uiterwaard en de Lage Wijth, welke buiten de meander ligt. Het betreft een relatief hooggelegen gebied dat altijd voor landbouwdoeleinden gebruikt is, maar waarvan 400 ha een natuurbestemming heeft gekregen
Het gebied is tegenwoordig eigendom van de Stichting Brabants Landschap. Daarnaast is zesenvijftig hectare aan poelen, bosjes en houtsingels op en in de omgeving van het gebied in bezit van Staatsbosbeheer onder de naam: Landschapselementen Keent en Reek.

## Graven en grazen
Het gebied is ontstaan toen, in het kader van de Maasverbetering, in 1938 een meander van de Maas werd afgesneden. De meander werd opgevuld met het materiaal dat bij de kanalisatiewerkzaamheden vrijkwam en een smalle waterloop bleef over. Het oorspronkelijk Gelderse gebied werd aldus van zijn achterland afgesneden. Het werd in 1958 ook bestuurlijk bij Noord-Brabant gevoegd.
De afgesneden meander is in 2005-2014 over een lengte van drie kilometer opnieuw uitgegraven en aan één zijde met de Maas verbonden. In 2014 waren deze werken gereed. 
Bij de afgraving ontstonden tijdelijke miniatuurlandschappen door erosie en roestvorming.

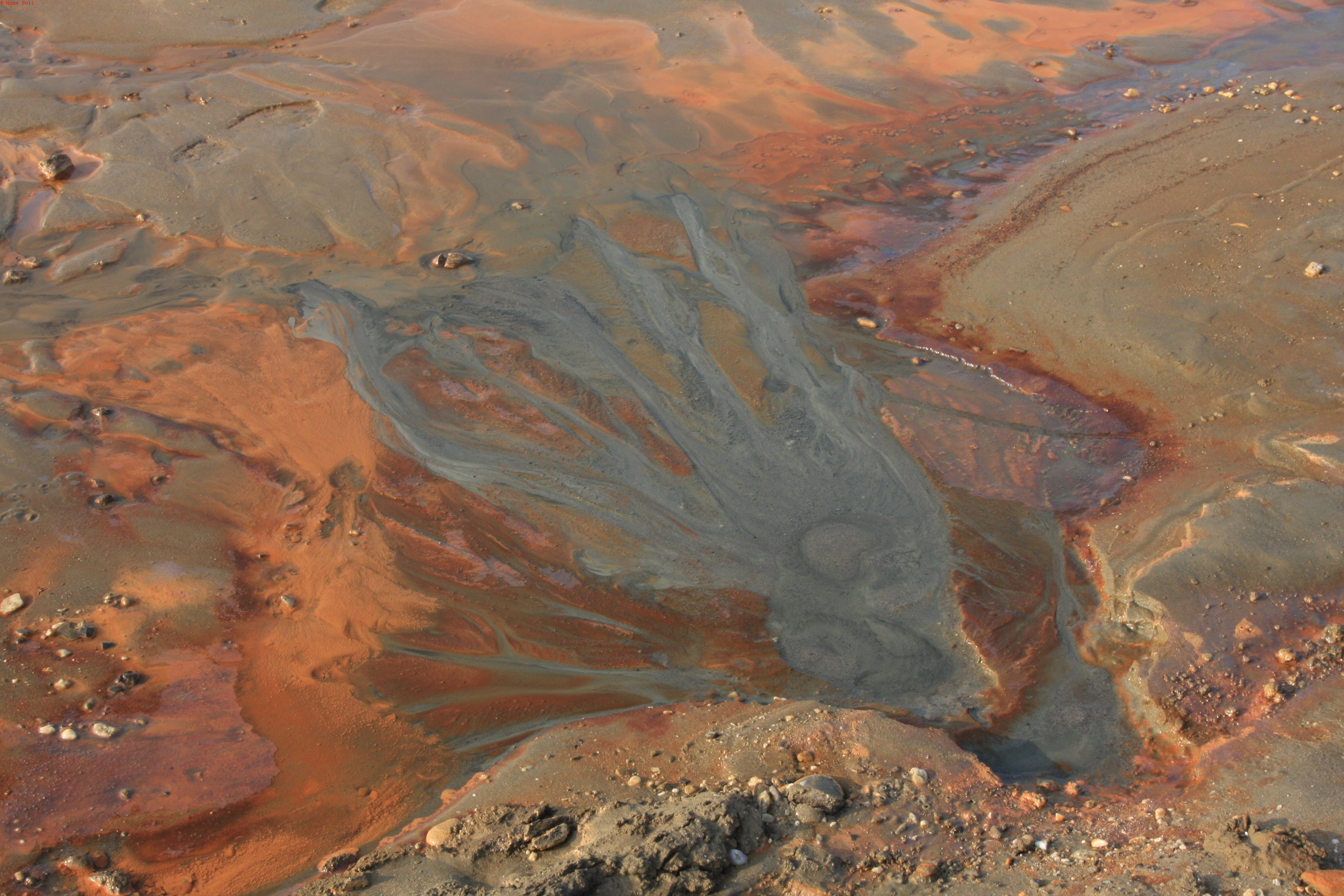
Miniatuurlandschap door erosie en roestvorming

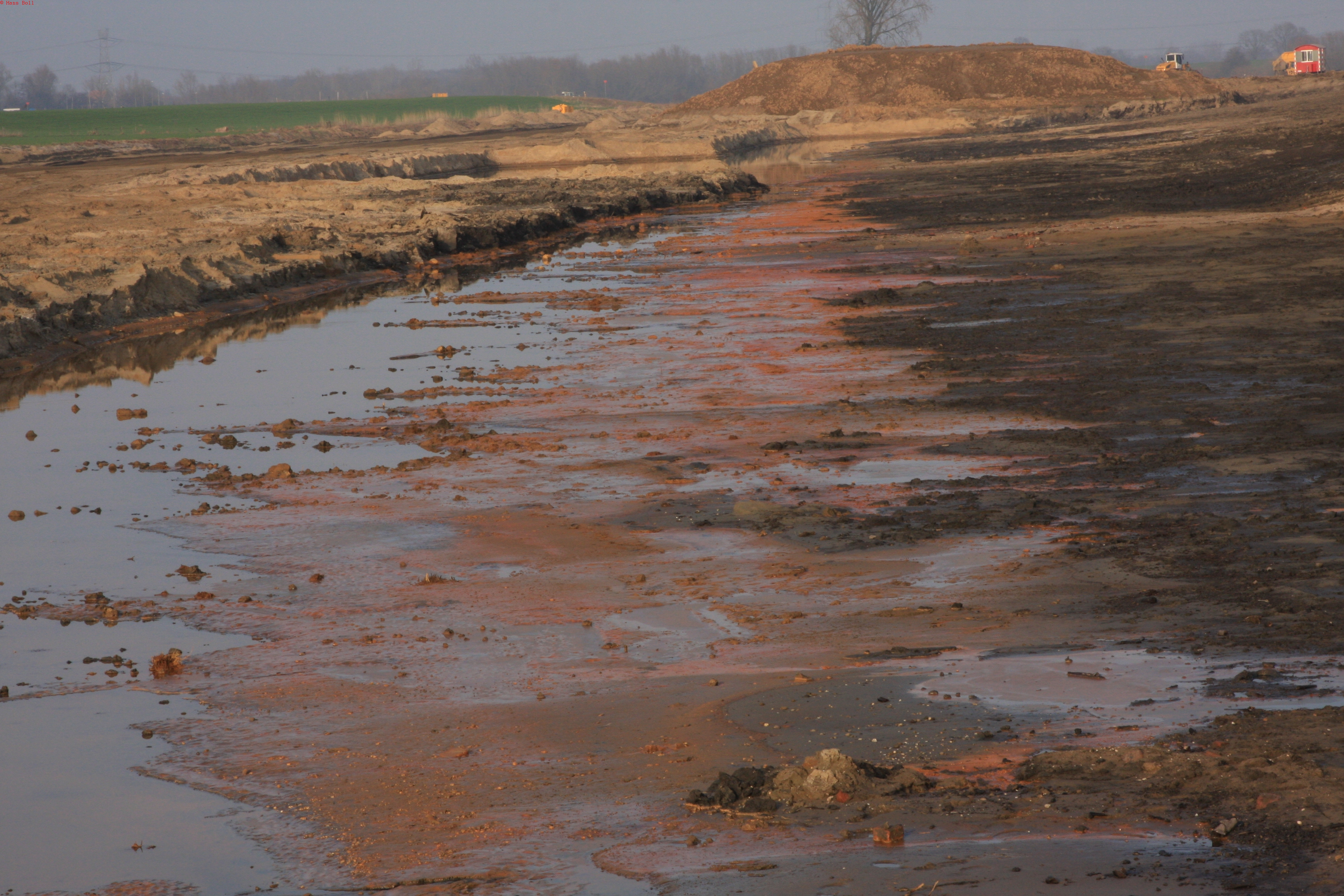
Afgraving veroorzaakt roestverschijnselen

In 2005 zijn Schotse hooglanders ingezet in het begrazingsgebied. In  2010 zijn zij vervangen door Taurosrunderen, en exmoorpony's. Zij vormen een grote kudde grote grazers die met hun gegraas het landschap verder vormgeven.

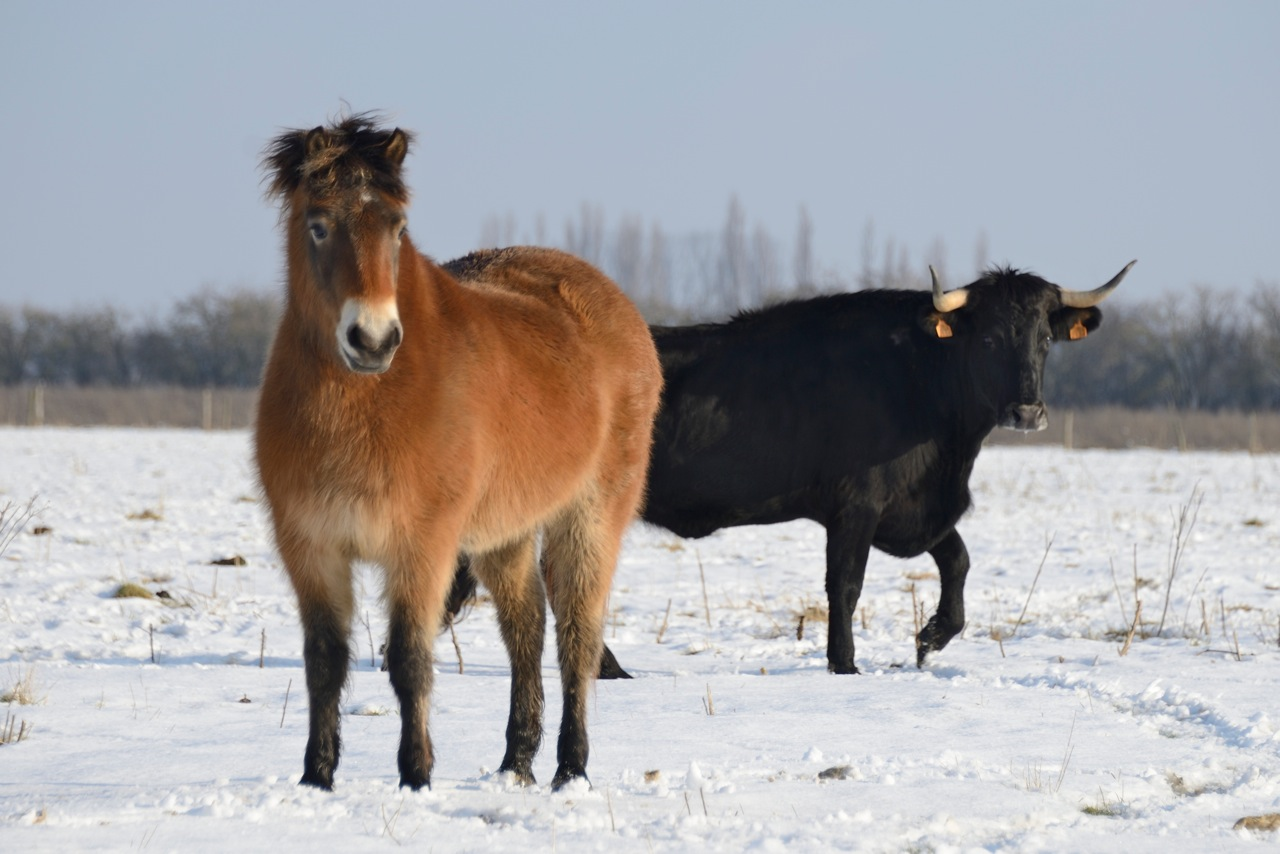
Exmoorpony en Sayaguesakoe in Keent

## Flora en fauna
Door het uitrasteren van bepaalde delen van het begrazingsgebied wordt lokaal bosontwikkeling gestimuleerd. Op de lagere oeverlanden betreft dit het zachthoutooibos met wilg en populier, op de wat hogere delen het in Nederland zeldzaam geworden hardhoutooibos. Het in de jaren na de herinrichting nog zichtbare pionierslandschap zal dan ook snel verdwijnen.
Keent maakt deel uit van het Maasheggenlandschap. Van de oorspronkelijk aanwezige heggen zijn nog maar enkele doornstruwelen (maar nauwelijks intact meer) overgebleven.
In het rustige en afgelegen gebied broedden in het verleden vele weidevogels zoals kievit en gele kwikstaart, echter door toenemende recreatie (o.a. honden) en intensieve begrazing is dit aantal fors afgenomen. Alleen in de overgebleven beteelde stukken komen deze soorten nog voor. Wintergasten zijn watervogels als kolgans en grote zilverreiger. Er worden ook veel doortrekkers gezien in het gebied, waarvan grijze wouw en steppekiekendief de spectaculairste soorten zijn. Ook de das komt er voor en heeft enkele burchten gebouwd.